# 처단형
처단형이란 법정형을 구체적 범죄사실에 적용함에 있어서 법정형에 법률상, 재판상의 가중, 감경을 하여 처단의 범위가 구체화된 형벌의 범위를 말한다. 처단형의 경우 먼저 형종을 선택하고, 그 다음 선택한 형에 필요한 가중, 감경을 한다.